# Timothy Decker
Timothy Decker (* 10. Februar 1973) ist ein ehemaliger australischer Radrennfahrer.
Timothy Decker wurde 1999 beim Melbourne to Warrnambool Cycling Classic Dritter. Im nächsten Jahr belegte er den zweiten Platz. Im Alter von 34 Jahren konnte er das Rennen dann 2007 für sich entscheiden. In der Gesamtwertung der UCI Oceania Tour 2008 belegte er dadurch am Ende den zehnten Platz. Seit Oktober 2008 ist Decker Sportlicher Leiter bei dem australischen Continental Team Panasonic.

## Erfolge
2007
- Melbourne to Warrnambool Cycling Classic

| Personendaten    | Personendaten               |
| ---------------- | --------------------------- |
| NAME             | Decker, Timothy             |
| KURZBESCHREIBUNG | australischer Radrennfahrer |
| GEBURTSDATUM     | 10. Februar 1973            |